# Roridomyces
Roridomyces es un género de Fungi (hongo) de la familia Mycenaceae. El género está ampliamente distribuido en zonas templadas y contiene siete especies.